# 佩珀代因大學
佩珀代因大學（英語：Pepperdine University），或佩波戴恩大學，或培普丹大學，是一所附屬於基督教會的美國私立非營利混合性別教育研究型大學。該大學830英畝（340公頃）的校園位於可俯瞰太平洋的美國加利福尼亞州洛杉磯縣非建置地區，馬里布附近是西維爾學院、法學院、教育與心理研究生學院、葛拉茲亞迪奧商學院、公共政策學院的所在地。
佩珀代因大學被《美國新聞與世界報導》2018年排名評為「國內大學」第46名、最具價值學校第35名、商學院第65名。該大學亦於2017年被《富比世》雜誌評為美國最佳大學第149名。
課程於主校區、六個位於南加州的研究生校區、以及位於德國、英國、義大利、中國、瑞士、阿根廷的國際校區開設。組織領導學教育博士項目已於中國、阿根廷、智利、貝里斯、哥斯大黎加、印度開設國際課程。

## 歷史

### 早期
1937年2月，在美國經濟大恐慌的背景下，喬治·佩珀代因在洛杉磯市成立了一個基督教文理學院。1937年9月21日，來自22個州和2個其它國家的167位新生在南加州佛蒙特山丘社區的西79號街（West 79th Street）和南佛蒙特大街（South Vermont Avenue）上的34英畝（14公頃）土地上新建的校園裡開始上課，之後這個校園被稱為佛蒙特大街校區（Vermont Avenue Campus）。1938年4月6日，學校被西北協會完全認可。
喬治·佩珀代因累積了財富成立和發展西部汽車零件公司，他最初僅投資了5美金，但他的成功使他擁有更大的抱負去探索「如何最大程度地幫助人類。他認為累積大量財富並自私地使用是錯誤的。」佩珀代因表達了對這所學校的雙重目標，「首先，我们想提供一流且被充分認可的文理方面的學術培訓⋯⋯其次，我們尤其致力於一個更大的目標——為學生建立一個基督式的生活、培養學生對教會的愛、和對人類靈魂的熱忱。」

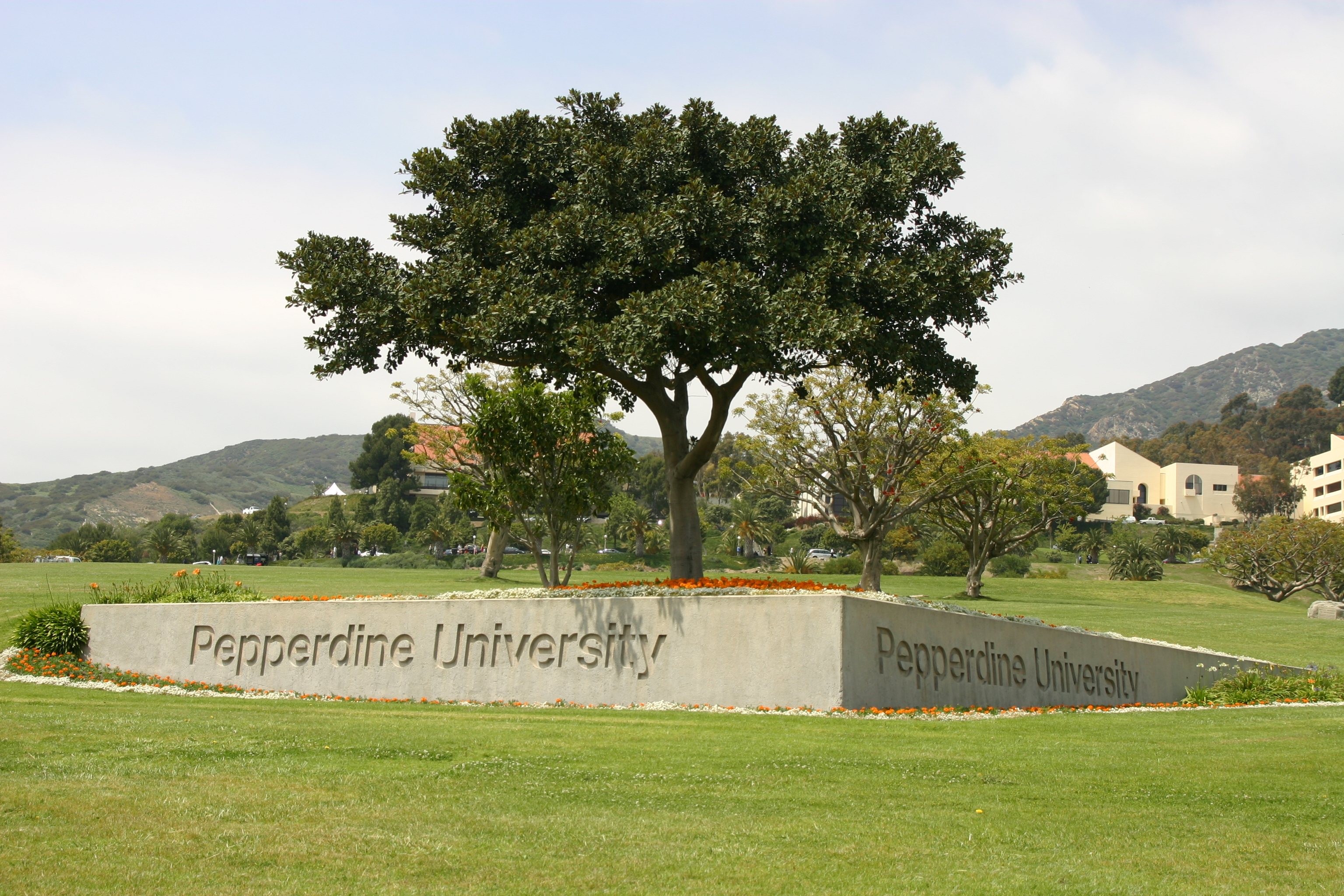
佩珀代因大學的前門入口

### 遷至馬里布
1960年代，這個年輕的學校面對了許多問題。佛蒙特大街校區（Vermont Avenue Campus）周邊地區發生了犯罪和城市衰退問題；同時也有來自非裔美國人民權運動和試圖逃避這場運動的加州14號法案的壓力，而這項法案挑戰了聯邦公平住房法。緊張形勢在1965年的瓦茲大暴動中一觸即發。1969年，瓦茲地區的激進份子威脅將火燒校園；然而，他們和之後的校長M·諾維爾·揚（M. Norvel Young）進行了通宵的談判。除此之外，佛蒙特大街校區（Vermont Avenue Campus）已經沒有了土地拓展的空間。
1967年，學校開始計畫搬遷本科生校區，學校成立了一個委員會專門去尋找另外的校區地點，考慮的地點包括瓦倫西亞、橘郡、文圖拉縣、西湖村。學校之前看中了西湖村這個地點，直到在擁有馬里布附近上百英畝土地的亞當森-林奇（Adamson-Rindge）家族表示願意提供138英畝（56公頃）土地。儘管在山地的建校成本讓人擔憂，學校方面基於它的絕佳地理位置和之後能籌集到捐款的可能性決定推進這項計畫。1971年4月13日，新校區開始動工，1972年9月開始接受學生入讀。這個校區和裡面的許多建築由洛杉磯建築設計師、城市規劃師威廉·佩雷拉（William Pereira）規劃。
舊校區被賣給了克倫肖基督教中心（Crenshaw Christian Center），牧師弗雷德里克·K·C·普萊斯（Frederick K. C. Price）監督了「FaithDome」的施工，這是美國最大的圓頂教會，並可容納1萬人。
學校在1971年增添了法學院，同時商業和教育部門變成分開的學院，所以學校因此達到了大學的地位。1980年代，學校作為領先的美國保守主義政治中心而名聲顯赫，並吸引了許多來自加州大學洛杉磯分校和南加州大學偏保守的教授。學校教職人員中著名的保守派包括布魯斯·賀森松（Bruce Herschensohn）、本·斯泰因、肯尼斯·史達（Kenneth Starr）、阿瑟·拉弗、道格拉斯·開米克（Douglas Kmiec）、丹尼爾·派普斯。

#### 灌叢火

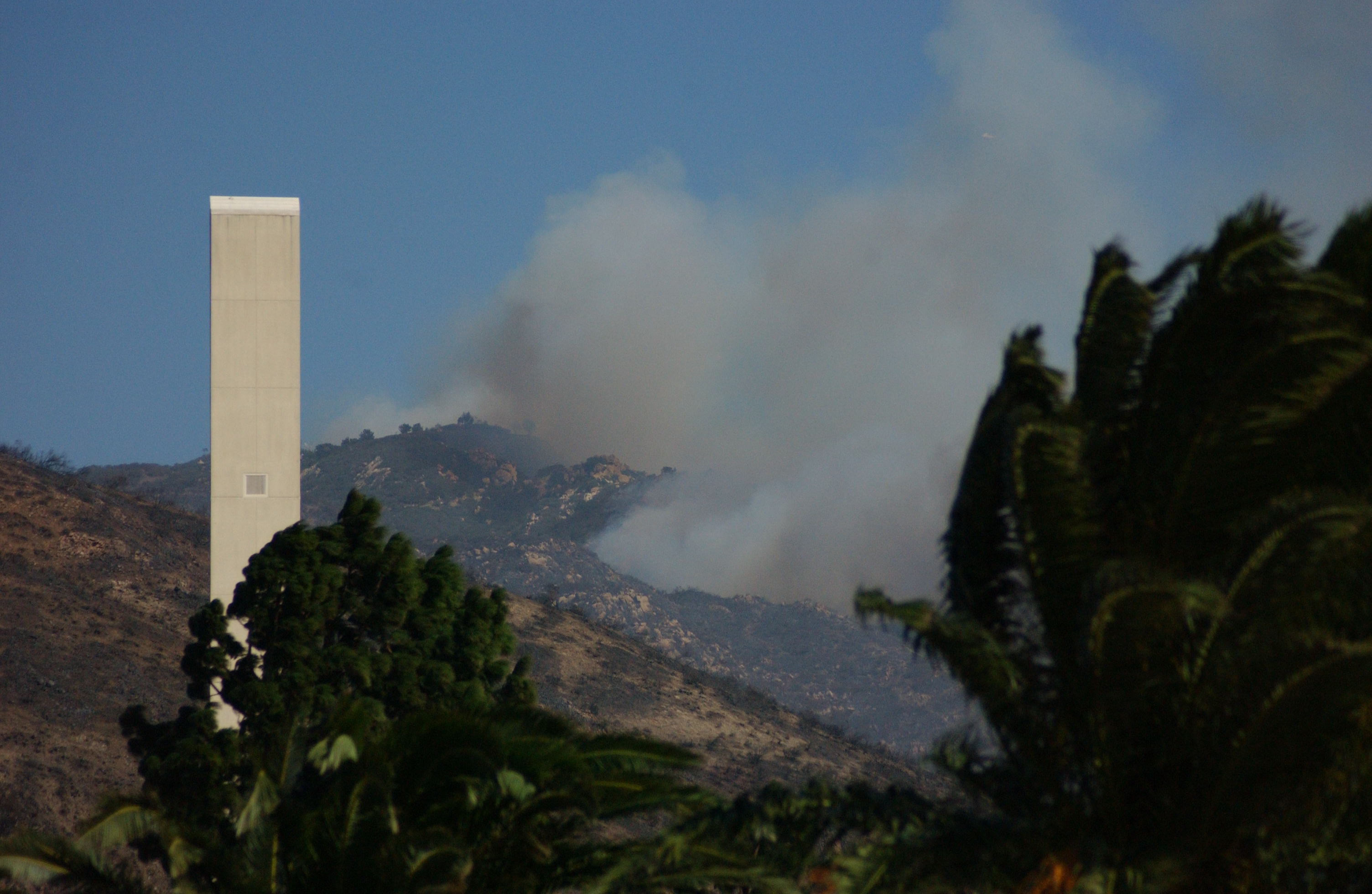
佩珀代因大學主題塔附近的一個小山上的滾滾濃煙。

在1985年、1993年、1996年，大型的灌叢火對校園造成了破壞性的威脅，但是消防員成功地保護幾乎所有的建築。2007年10月21日，來勢洶洶的森林大火導致校園裡的居民進行撤離並安置在了費爾斯通球館和自助餐廳，同時疏散了當地的家庭和公司。類似的，另一場2007年11月發生在科拉爾峽谷的大火，意外地由一群洛杉磯青少年引起，導致德勒舍校區（Drescher Campus）進行撤離。然而，大部分的學生都因爲感恩節而身在校外。

## 校園

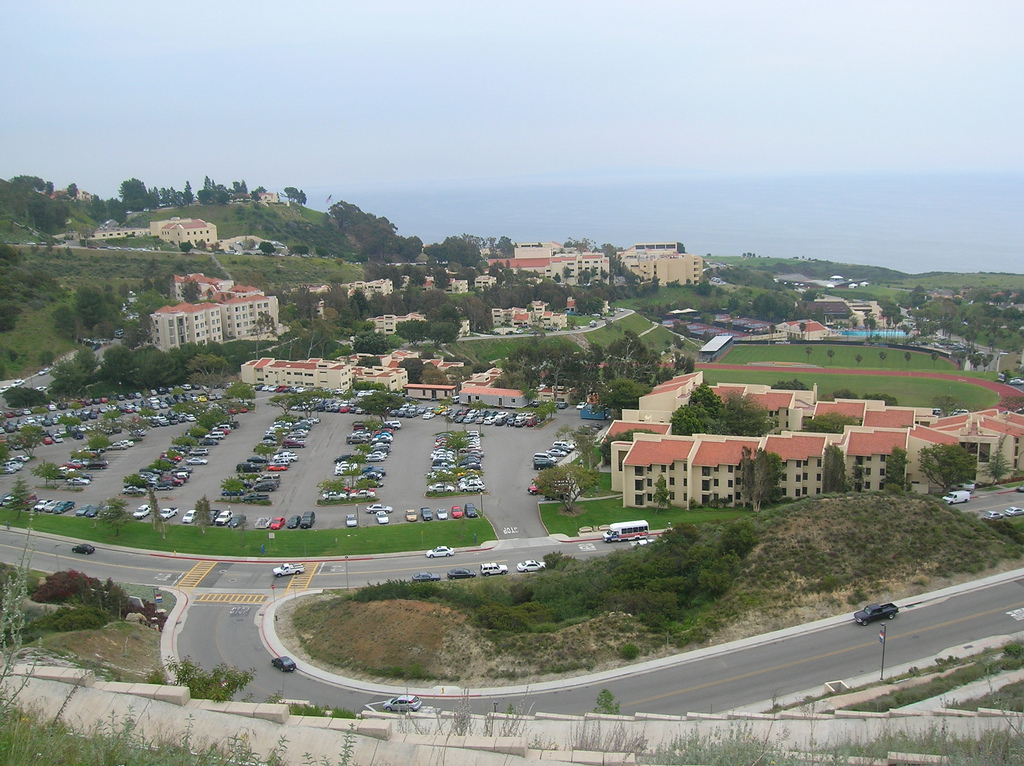
2006年，校園低部

主校區位於美國加利福尼亞州馬里布可俯瞰太平洋和1號加利福尼亞州州道的山脊上。校園曾被描述為「毫無疑問美國最美的大學校園之一」。主校區的入口道路在一個陡峭的、整潔的草坡上，途徑一個被稱為十字形主題塔（Phillips Theme Tower）的巨大的風格化的十字架，象徵該大學對它最初的基督教使命的奉獻精神。校園大多數的建築採用地中海復興建築風格（紅瓦屋頂、白色粉刷牆壁、有色大窗戶）。主校區的大部分建築在1973年完成。從校園的許多地點可以觀看到太平洋、聖卡塔利娜島、帕洛斯弗迪斯半島、長灘、洛杉磯西邊的景色。園林設計師艾瑞克·阿姆斯壯（Eric Armstrong）和S·李·沙夫曼（S. Lee Scharfman）負責校園的綠地規劃和設計。
畢業典禮在校友公園（Alumni Park）舉行，這是一片可俯瞰太平洋和1號加利福尼亞州州道的寬闊草地。塞維爾學院的本科生項目的主學術廣場位於校友公園上方並包括斯托弗教堂（Stauffer Chapel）、泰勒校園中心（Tyler Campus Center）、佩森圖書館（Payson Library）、阿曼森藝術中心（Ahmanson Fine Arts Center）。本科生宿舍和體育設施座落於學術建築群的北方／西北方。法學院位於更高的地方。校園中央被一個環形道路圍繞，包括塞維爾車道（Seaver Drive）、哈辛格環路（Huntsinger Circle）、約翰·泰勒車道（John Tyler Drive）。班沃斯基大道（Banowsky Boulevard）將校友公園和主學術建築群隔開，該大道得名於佩珀代因大學的第4任校長威廉·S·班沃斯基（William S. Banowsky）。

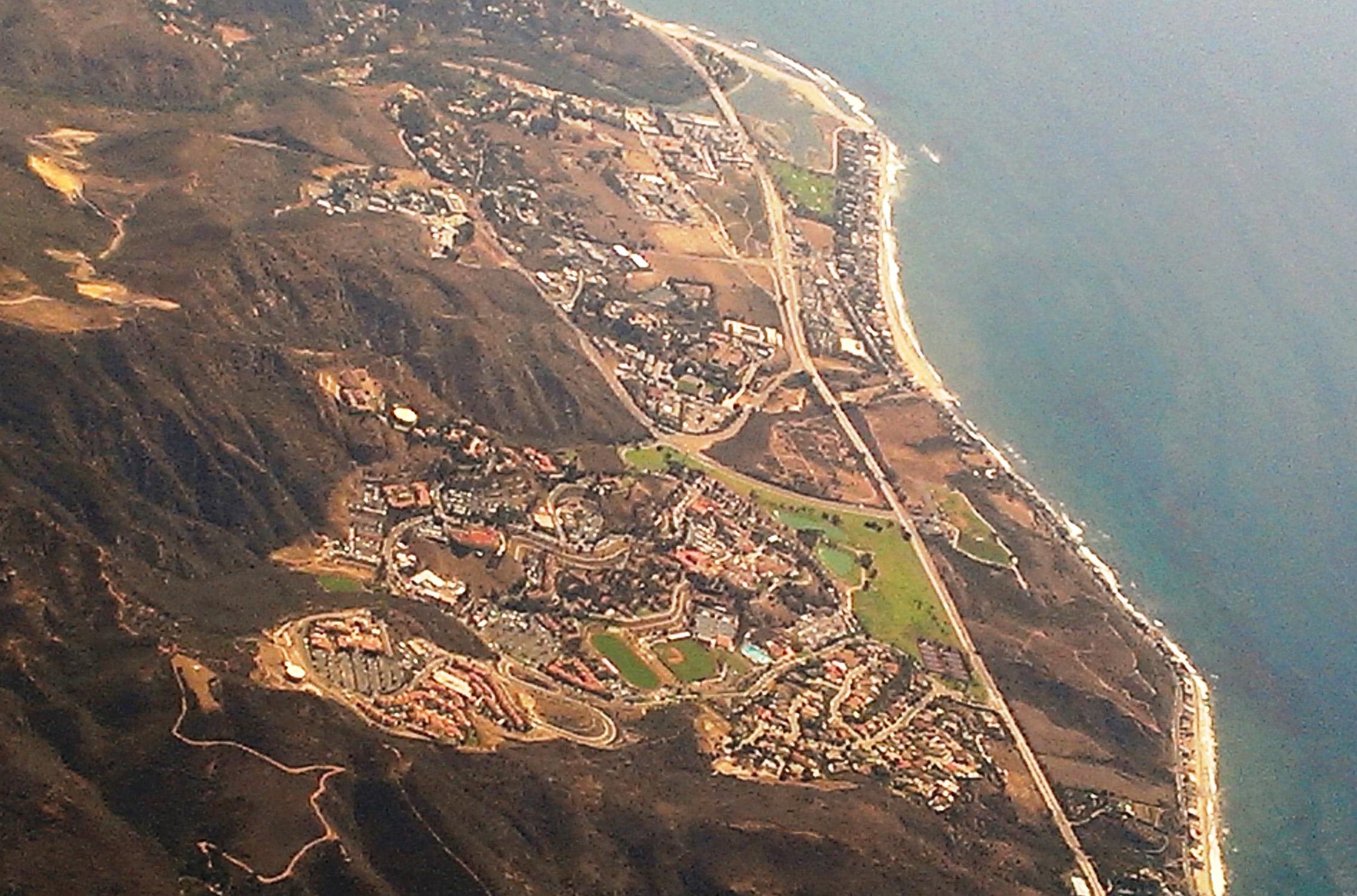
2014年，校園鳥瞰圖，聖莫尼卡山在照片左側（東邊）、太平洋在照片右側（西邊）

從校園的中央向東經過岔路通往教職員工宿舍。向西北，經過Via Pacifica蜿蜒上山通往德勒舍研究生校區（Drescher Graduate Campus），該校區於2003年完成，公共政策學院、葛拉茲亞迪奧會議中心、葛拉茲亞迪奧商學院全日制項目、教育心理研究生學院都位於這裡。研究生、本科榮譽學生、教職員工的宿舍也位於這裡。

### 研究生校區
葛拉茲亞迪奧商學院和教育心理研究生學院總部位於洛杉磯西邊的405號州際公路旁的霍華德休斯中心。這兩個學院也提供項目在恩西諾、爾灣、聖塔克拉拉、西湖村的研究生校區。該大學的許多學院的國際項目在倫敦、海德堡、佛羅倫斯、布宜諾斯艾利斯、巴黎、馬德里、洛桑、約翰尼斯堡、德古斯加巴、布里斯本、清邁、香港、東京開設。

## 學術

### 西維爾文理學院
西維爾學院得名於佩珀代因大學馬里布校區的最重要的贊助人法蘭克·R·西維爾（Frank R. Seaver）及其妻子。該學院提供本科生文科教育，每位學士學位的候選人必須完成一系列跨學科界線的通識課程。西維爾學院的學生在馬里布校區上課，海外學習課程由大學在德國海德堡、英國倫敦、中國上海（于2021年6月无限期关闭）、美國華盛頓哥倫比亞特區、義大利佛羅倫斯、瑞士洛桑、阿根廷布宜諾斯艾利斯的永久國際校區提供。現任院長是麥可·費爾特內（Michael Feltner）。
西維爾學院有8個部門構成，提供40個主修專業和37個輔修專業：
- 商業部門
- 傳播部門
- 藝術部門
- 人文與教師教育部門
- 國際研究與語言部門
- 自然科學部門
- 宗教部門
- 社會科學部門

宗教部門提供本科生和研究生在政府部門學習的機會，並管理一個信仰與學習中心和一個教會關係辦公室，同時出版期刊《Leaven: A Journal of Christian Ministry》。
除此之外，該學院提供以下研究生學位：美國研究學文科碩士、傳播學文科碩士、傳播學理科碩士、媒體製作學文科碩士、宗教學文科碩士、神學碩士、影視創作學藝術碩士。西維爾學院的學生也可以獲得單門學科和多門學科的教學資格。
佩珀代因大學擁有6個國際分校區，分別位於德國海德堡、英國倫敦、中國上海、美國華盛頓哥倫比亞特區、義大利佛羅倫斯、瑞士洛桑、阿根廷布宜諾斯艾利斯。

### 葛拉茲亞迪奧商學院
佩珀代因大學的葛拉茲亞迪奧商學院擁有大約2千名全日制和半日制學位項目的學生入讀。該學校在1969年成立，自此擁有超過3萬名的校友畢業。德瑞克·J·範·任斯伯格（Deryck J. van Rensburg）自2014年起作為院長。2016年，《美國新聞與世界報導》將其線上工商管理（MBA）項目位列美國第15名，而半日制工商管理（MBA）項目位列美國第48名。2016年，美國新聞與世界報導將佩珀代因大學的商學院位列美國437所商學院中的第83名。

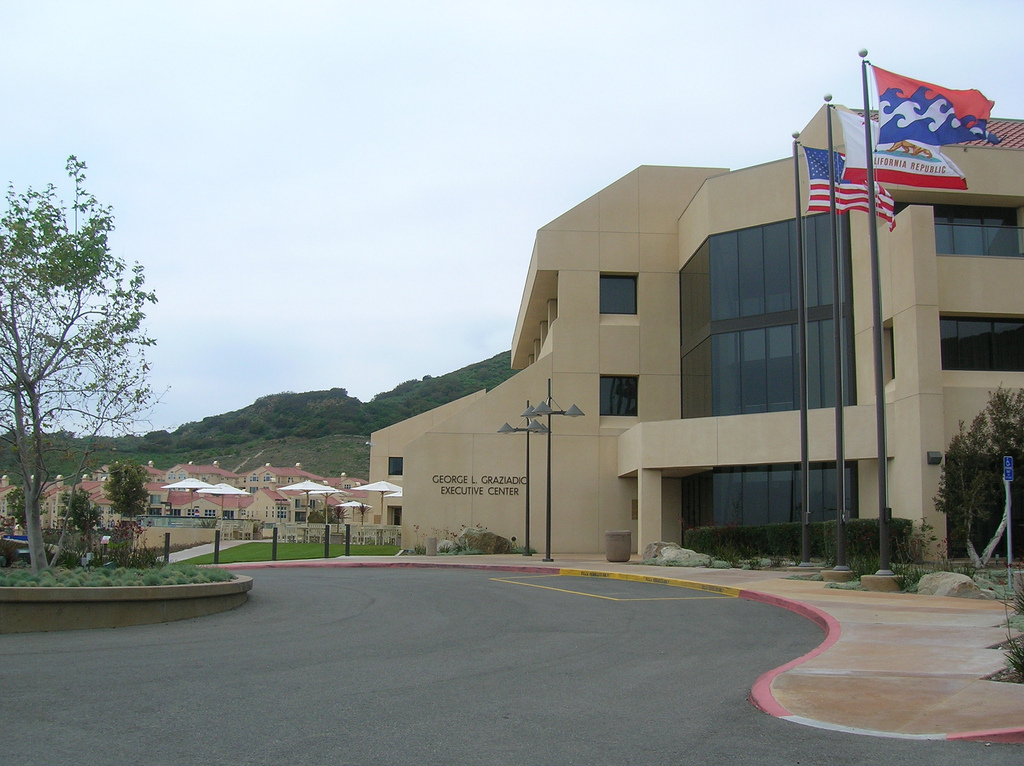
2006年，位於研究生校區的葛拉茲亞迪奧商業中心。

### 法學院
佩珀代因大學法學院與西維爾學院校區毗鄰，並擁有大約670名來自全國各地的學生。該學院完全受到美國律師協會的認可，並且是美國法學院協會的成員之一。該法學院最近成為著名的美國法學院優等生協會法相莊嚴（Order of the Coif）的成員。佩珀代因大學的施特勞斯糾紛解決研究所一直位列美國糾紛解決項目第1名，並提供法學碩士（LL.M.）和其它碩士和證書項目。該學校提供的一些其它較新的學位包括連同西維爾學院的法律博士（JD）／神學碩士。其它的雙學位項目包括法律博士（JD）／工商管理碩士（MBA）、法律博士（JD）／公共政策碩士（MPP）、法律博士（JD）／糾紛解決碩士（MDR）。該學院提供夏季課程和在英國倫敦的秋季課程。現任院長是迪納爾·瑞斯·塔恰（Deanell Reece Tacha）。
該學校在2016年《美國新聞與世界報導》上位列美國法學院的第65名。該學校以它的娛樂法和糾紛解決項目聞名，糾紛解決項目目前位列美國第2名。

### 教育與心理學研究生院
佩珀代因大學的教育與心理學研究生院（GSEP）專注協作學習、領導能力和學術卓越，並提供碩士和博士項目。新的全球領導力與轉型博士學位被WASC認可並在2016年秋季開課。組織領導學博士項目在2016年被《Leadership Excellence》評為全美第1名。

### 公共政策學院
佩珀代因大學公共政策學院擁有大約120名的研究生入讀，並提供一個兩年的公共政策碩士學位。公共政策並非簡單的政府研究，公共政策是一個研究政府、非營利組織、甚至個人和公司如何處理公眾關注的問題的學科。學生除了他們的核心學習之外還專修經濟、國際關係、美國政治、或地方／地區政策，並要求完成一個政策相關的實習。
雙學位項目包括連同法學院的公共政策碩士（MPP）／法律博士（JD）、連同法學院排名第一的施特勞斯糾紛解決研究所（Straus Institute of Dispute Resolution）的公共政策碩士（MPP）／糾紛解決碩士（MDR）、以及連同葛拉茲亞迪奧商學院的公共政策碩士（MPP）／工商管理碩士（MBA）。
著名的公共政策學院的教職人員包括：泰德·麥卡利斯特（Ted McAllister）、詹姆斯·Q·威尔逊、聯邦通信委員會高級經濟顧問詹姆斯‧普里格（James Prieger）、喬爾·福克斯（Joel Fox）、安琪拉·霍肯（Angela Hawken）、戈登·洛伊德（Gordon Lloyd）、羅伯特·考夫曼（Robert Kaufman）。
著名的畢業生包括至少一名布什政府前成員：埃琳·威徹（Eryn Witcher）。
公共政策學院目前的院長是彼特·彼得森（Pete Peterson）。

## 校長
- 巴特塞爾·巴克斯特（Batsell Baxter）（1937–1939）
- 休·M·蒂納（Hugh M. Tiner）（1939–1957）
- M·諾維爾·揚（M. Norvel Young）（1957–1971）
- 威廉·S·班沃斯基（William S. Banowsky）（1971–1978）
- 霍華·A·德懷特（Howard A. White）（1978–1985）
- 大衛·達文波特（David Davenport）（1985–2000）
- 安德魯·K·本頓（Andrew K. Benton）（2000–現在）

## 學生主體
| 種族入學 （2016年秋季） | 本科          |
| ----------------------- | ------------- |
| 非裔美国人              | 170（4.8%）   |
| 美洲原住民              | 12（0.3%）    |
| 亞裔美國人／ 太平洋島民 | 397（11.2%）  |
| 拉丁裔美国人            | 505（14.3%）  |
| 白人                    | 1709（48.2%） |
| 兩個或多個種族          | 180（5.1%）   |
| 國際學生                | 377（10.6%）  |
| 未知                    | 192（5.4%）   |
| 總計                    | 3542（100%）  |

佩珀代因大學的2016年秋季入學共有7826名學生，其中3542名為本科生、4284名為研究生。大約59%的學生為女性、41%的學生為男性。
2015學年，新生保有率為92%。

### 錄取
秋季新生簡況
|                | 2016      | 2015      | 2014      | 2013      | 2012      | 2011      |
| -------------- | --------- | --------- | --------- | --------- | --------- | --------- |
| 申請人數       | 11,111    | 9,923     | 8,914     | 9,721     | 8,567     | 9,384     |
| 錄取人數       | 4,097     | 3,781     | 3,161     | 3,630     | 3,294     | 2,962     |
| 錄取%          | 36.9      | 38.1      | 35.5      | 37.3      | 38.4      | 31.6      |
| 入學           | 743       | 745       | 655       | 783       | 787       | 676       |
| 平均GPA        | 3.64      | 3.59      | 3.61      | 3.59      | 3.54      | 3.65      |
| ACT區間        | 26-31     | 25-30     | 25-30     | 26-31     | 25-30     | 25-31     |
| SAT區間*       | 1660-1980 | 1650-1970 | 1680-1990 | 1700-2010 | 1680-2005 | 1660-1990 |
| *SAT2400分數制 |           |           |           |           |           |           |

超過11100名學生申請2020屆的本科項目，其中4097名被錄取（36.9%）。在這些入學的新生中，SAT的四分位距在1600–1980，平均不加權GPA為3.64。
入學佩珀代因大學被美國新聞與世界報導評為「更具選擇性」。

### 退伍軍人黃絲帶項目
佩珀代因大學是退伍軍人黃絲帶項目的成員。與許多其它參與這個項目的學院和大學一樣，佩珀代因大學為無上限數量的退伍軍人提供支持以及為每一位退伍軍人的學費提供無上限的資金幫助。自2016年起，72%的退伍軍人黃絲帶項目的佩珀代因大學退伍軍人學生有機會免費入讀。

## 排名與聲望
《普林斯頓評論》在2004和2007年將佩珀代因大學位列美國「宿舍最像宮殿（Dorms Like Palaces）」的大學之一，並在2006年和2007年將其列為美國「最美麗的校園（Most Beautiful Campus）」第1名。佩珀代因大學也位列其它排名，包括「學生定期祈禱（Students Pray on a Regular Basis）」和「高生活品質（High Quality of Life）」的大學之一。因為該學校的基督教背景，一些人主張學生主體培養一個宗教的和政治保守的氛圍。《普林斯頓評論》也將佩珀代因大學位列「另類的生活方式不是一個選擇（Alternative Lifestyles not an Alternative）」的大學第13名。2007年，佩珀代因大學被和平工作團評為「高產的學院和大學之一（One of the Top Producing Colleges and Universities）」。2005年出版的《Fiske Guide to Colleges》也將佩珀代因大學評為美國最保守的學院之一。《美國新聞與世界報導》在2021年將佩珀代因大學位列美國國內大學本科第49名。擁有86.5%的本科學生在2013-2014學年在海外學習，佩珀代因大學在國際教育協會的2015年門戶開放報告中位列第1名。
法學院在2018年在《美國新聞與世界報導》中位列美國法學院的第65名。該學校以它的娛樂法和糾紛解決項目聞名，糾紛解決項目目前位列美國第2名。
2018年，《美國新聞與世界報導》將佩珀代因大學的商學院位列美國437所商學院中的第65名。《富比世》雜誌根據投資報酬率（ROI）將葛拉茲亞迪奧學院的全職工商管理（MBA）項目位列全球前20名。2008年，音樂教育者雜誌《In Tune》將佩珀代因大學位列美國最佳音樂學校第38名。2009年，永續發展捐贈研究所根據佩珀代因大學在可持續發展方面所作的努力而在其年度學院永續發展報告書上授予佩珀代因大學一個「C」。
2012年，美國大學董事與校友委員會將佩珀代因大學包括在其「他們將學習什麼？（What Will They Learn?）」研究裡，這是一個年度的學院和大學評分系統。該報告根據以下七個核心學科中有幾個是被要求的為1070所大學評分：作文、文學、外語、美國歷史、經紀、數理。佩珀代因大學是獲得「A」的21所學校之一，這個只有學校在這七個指定學科中將至少六個放置在其核心課程中的才能獲得。

## 體育

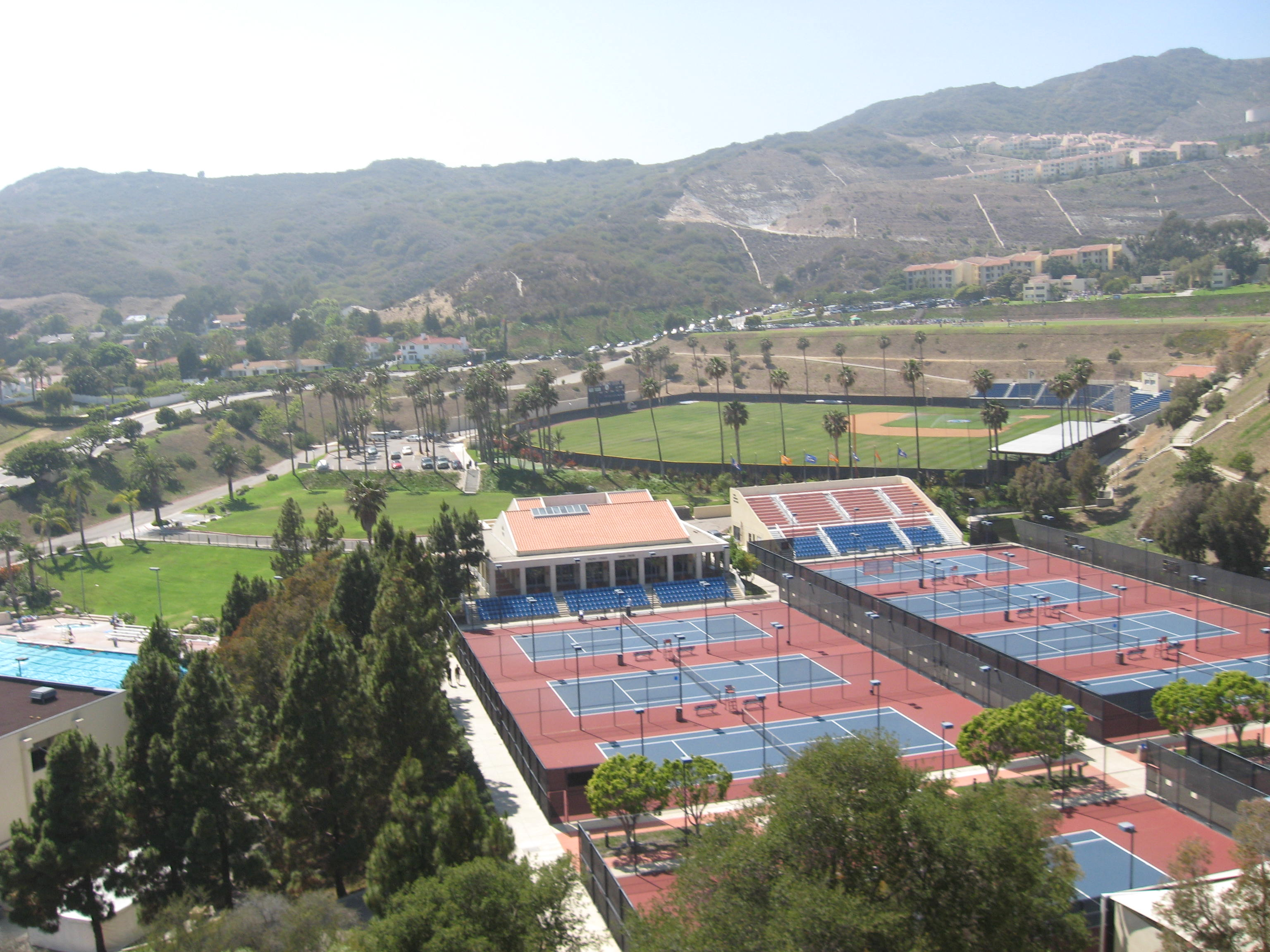
佩珀代因大學的體育設施包括多個網球場、一個棒球場、一個游泳池

佩珀代因大學加入西部海岸聯盟，這是一個僅由宗教背景學校構成的聯盟。因為該學校的位置毗鄰太平洋，佩珀代因大學的隊伍被稱為Waves（波浪）。
佩珀代因大學最近被國家學院院制競技協會總理盃（Sears Cup）評為擁有最成功的非NCAA第一級別學校的體育運動項目。（史丹佛大學曾被評為最成功的NCAA第一級別美式足球體育運動項目。）佩珀代因大學贊助14支NACC第一級別校際體育隊：男子棒球、籃球、越野、高爾夫、網球、排球、水球隊；以及女子籃球、越野、高爾夫、足球、游泳、網球、排球。學校也擁有許多校際體育俱樂部，例如男子足球、男子和女子袋棍球、衝浪隊、終極飛盤、男子英式橄欖球。
NACC第一級別队伍冠军：
- 棒球（1992）
- 男子高尔夫（1997）
- 男子网球（2006）
- 男子排球（1978、1985、1986、1992、2005）
- 水球（1997）

NACC第一級別个人冠军：
- 羅比·魏斯（Robbie Weiss）（1988网球–单人）
- 卡洛斯·迪·萨利（Carlos Di Laura）和凯利·琼斯（1985网球–双人）
- 傑羅姆·瓊斯（Jerome Jones）和凯利·琼斯（1984网球–双人）

## 反LGBT爭議
2012年6月，佩珀代因大學管理層否決了LGBT學生在校園成立一個名為「ReachOUT」的支持團體的請求。該大學的教務長表示這個支持團體會「和學校對性道德的宗教教義」产生冲突。
2014年12月，兩名女性佩珀代因大學籃球運動員控訴佩珀代因大學有歧視，並聲稱因為她們的性取向而受到她們的教練和其他佩珀代因大學社區的成員的騷擾。根據24頁紙的抗議，「該教練相信兩名原告是擁有親密關係的女同性戀者，並會導致隊伍輸掉比賽」。
2016年春天，佩珀代因大學正式承認名為「Crossroads」的首個LGBTQ友好學生組織。主要旨在支持和關心學生，校長安德魯·K·本頓（Andrew K. Benton）表示，「我認為我們所有的學生應該得到我們深入地關心和支持。不論是在好的時候還是在壓力更大的時候，沒有人應該生活在孤立之中。我希望『Crossroads』能夠填補我們在關心上的空缺。對我而言，這沒有那麼複雜。」

## 知名校友
全球目前共有8萬名在世校友。知名的佩珀代因大學校友包括傑出的科學家、音樂家、商人、工程師、建築設計師、運動員、演員、政治家、以及其他在國內和國際上獲得成功的人士。佩珀代因大學校友網路包括在4個大洲的30個校友團體。

知名佩珀代因大學校友包括：
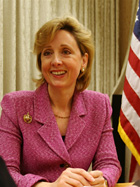
科琳·葛拉費（Colleen Graffy），前美國公共外交副助理國務卿
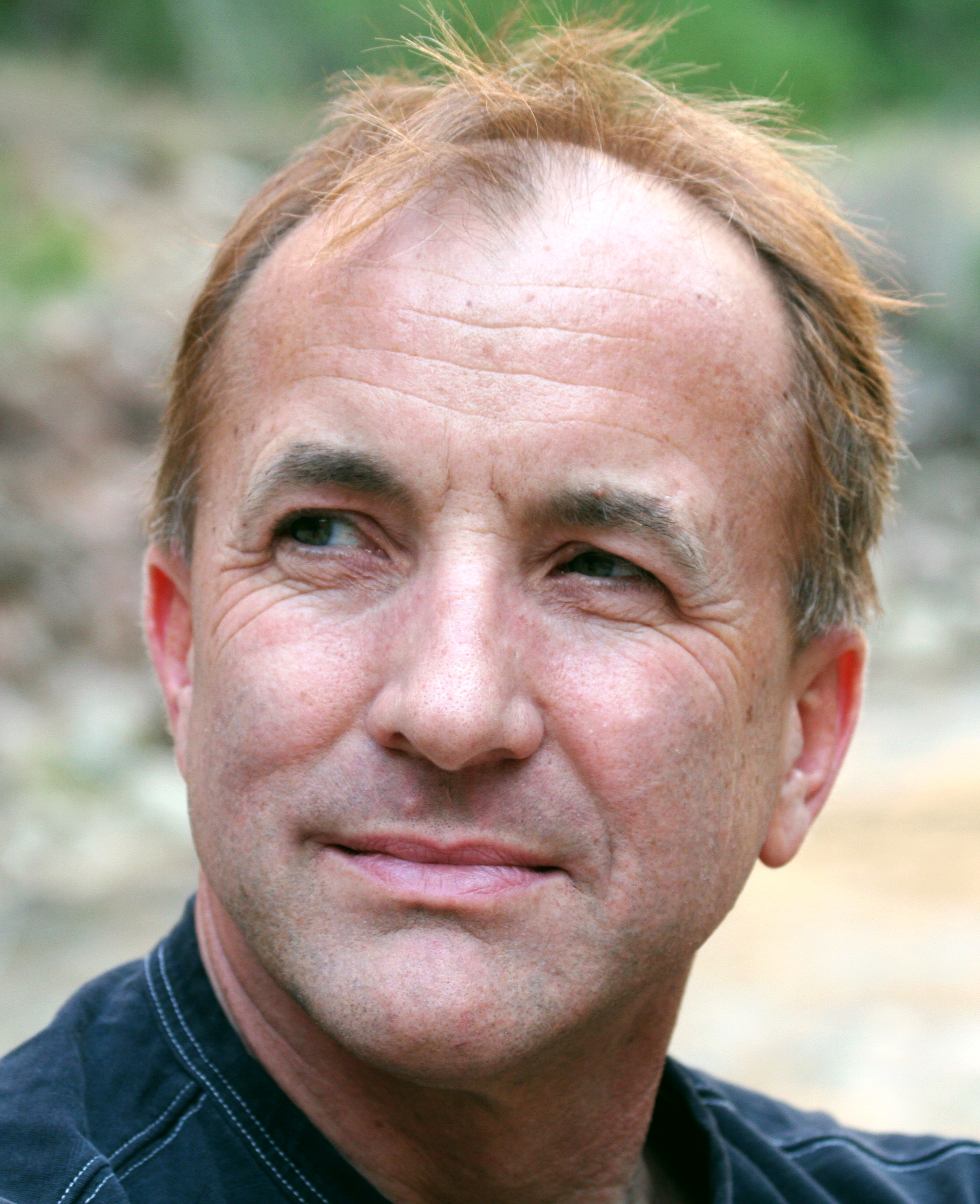
麥可‧薛莫（Michael Shermer），科學作家、科學史學家、The Skeptics Society（英语：The Skeptics Society）創辦人
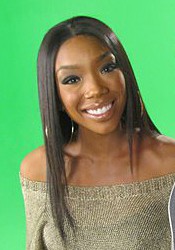
布蘭蒂·諾伍德，節奏藍調歌手、電視劇女演員、UPN情境喜劇《Moesha（英语：Moesha）》
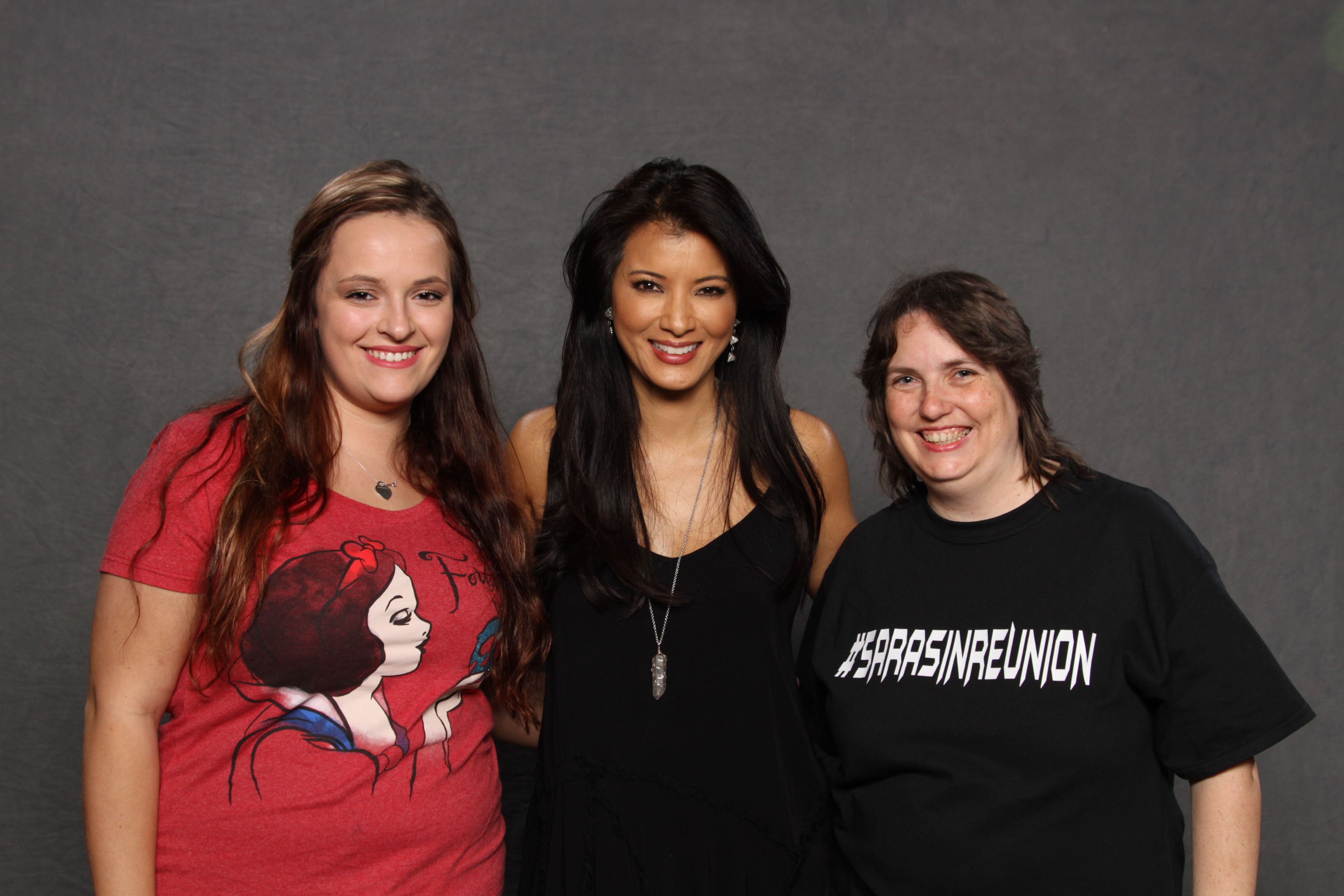
胡凱莉，1985年度美國妙齡小姐（英语：Miss Teen USA 1985）、女演員
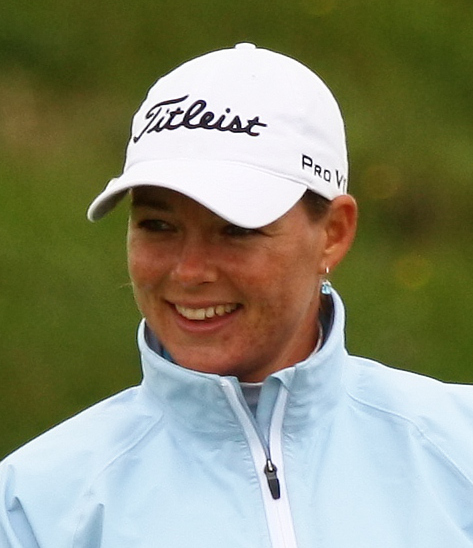
凱瑟琳·柯克（Katherine Kirk），澳大利亞專業高爾夫球員
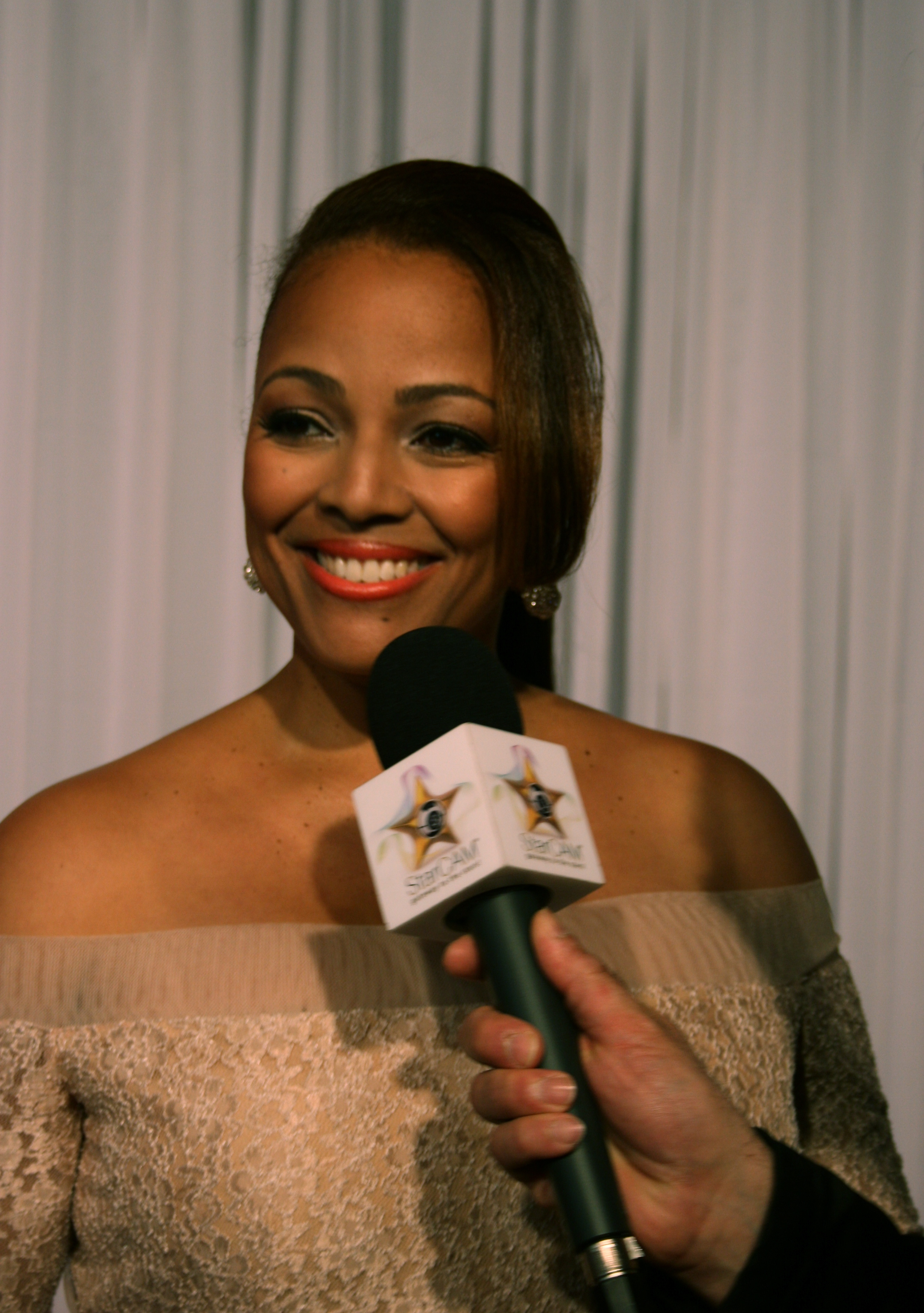
基姆·菲爾茲（Kim Fields），女演員、美國電視情景喜劇《The Facts of Life（英语：The Facts of Life (film)）》和《Living Single（英语：Living Single）》
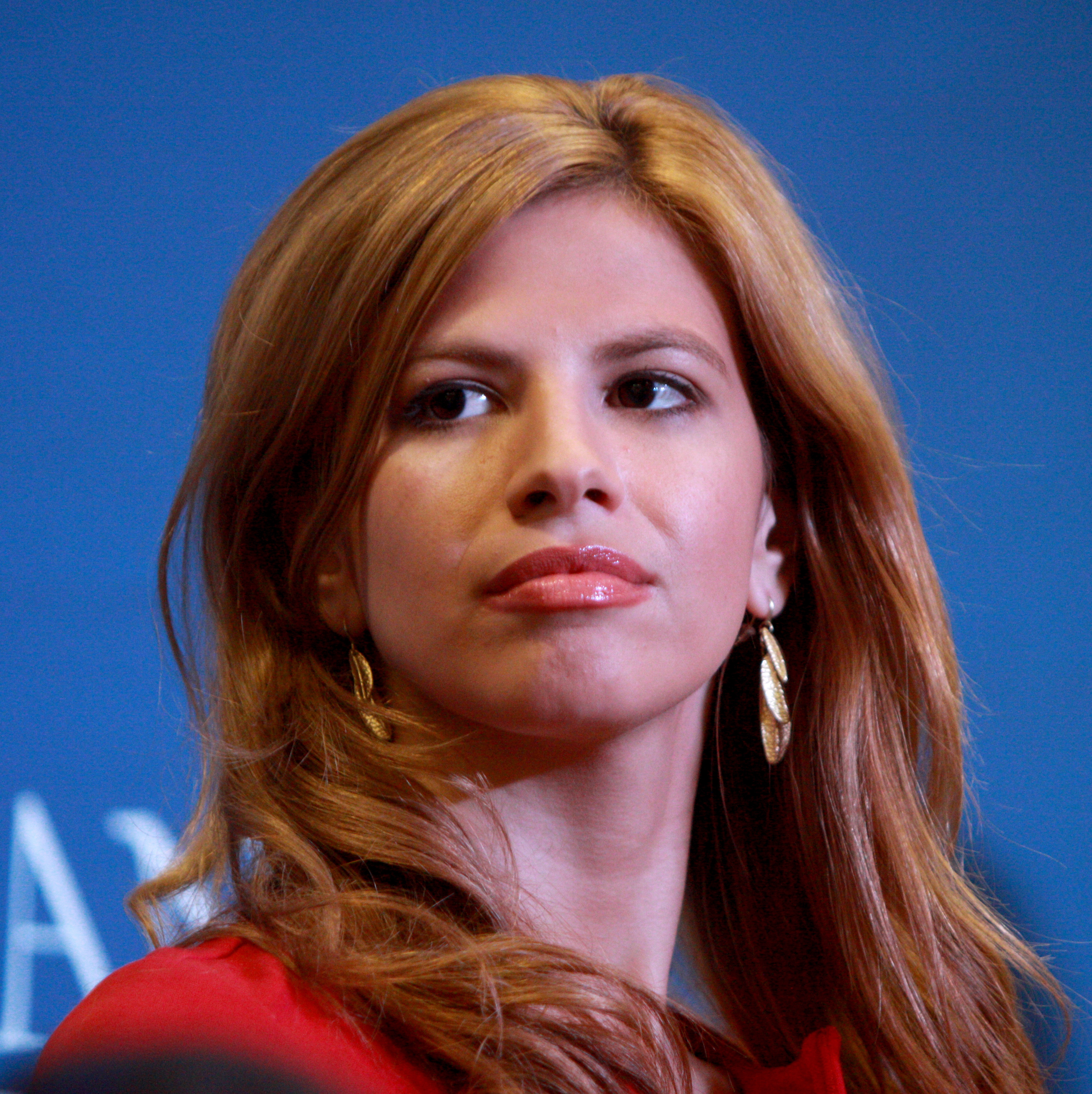
蜜雪兒·菲爾茲（Michelle Fields），美國政治新聞從業員
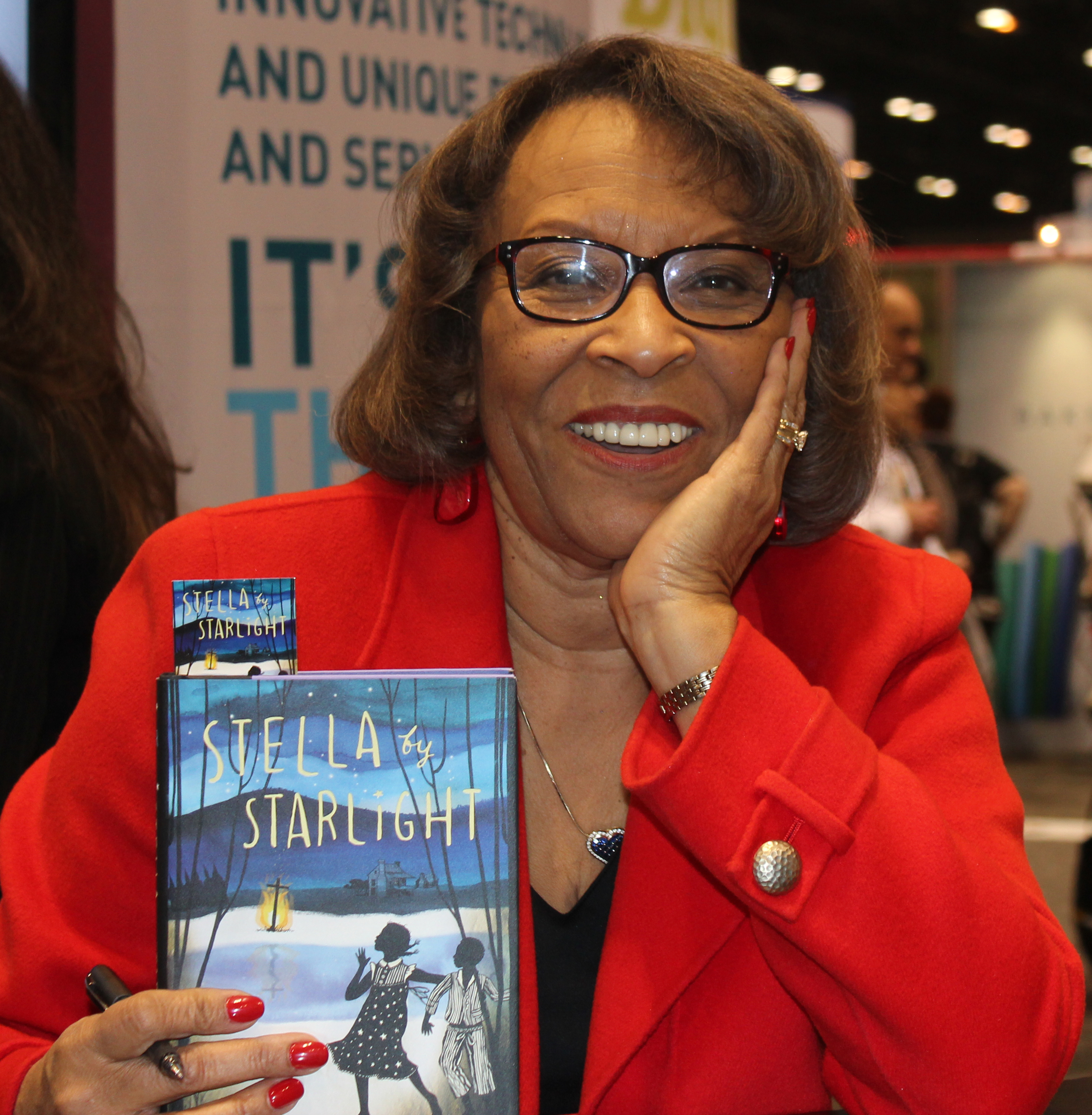
莎倫·德蕾珀（Sharon Draper），美國童書作家、專業教育工作者
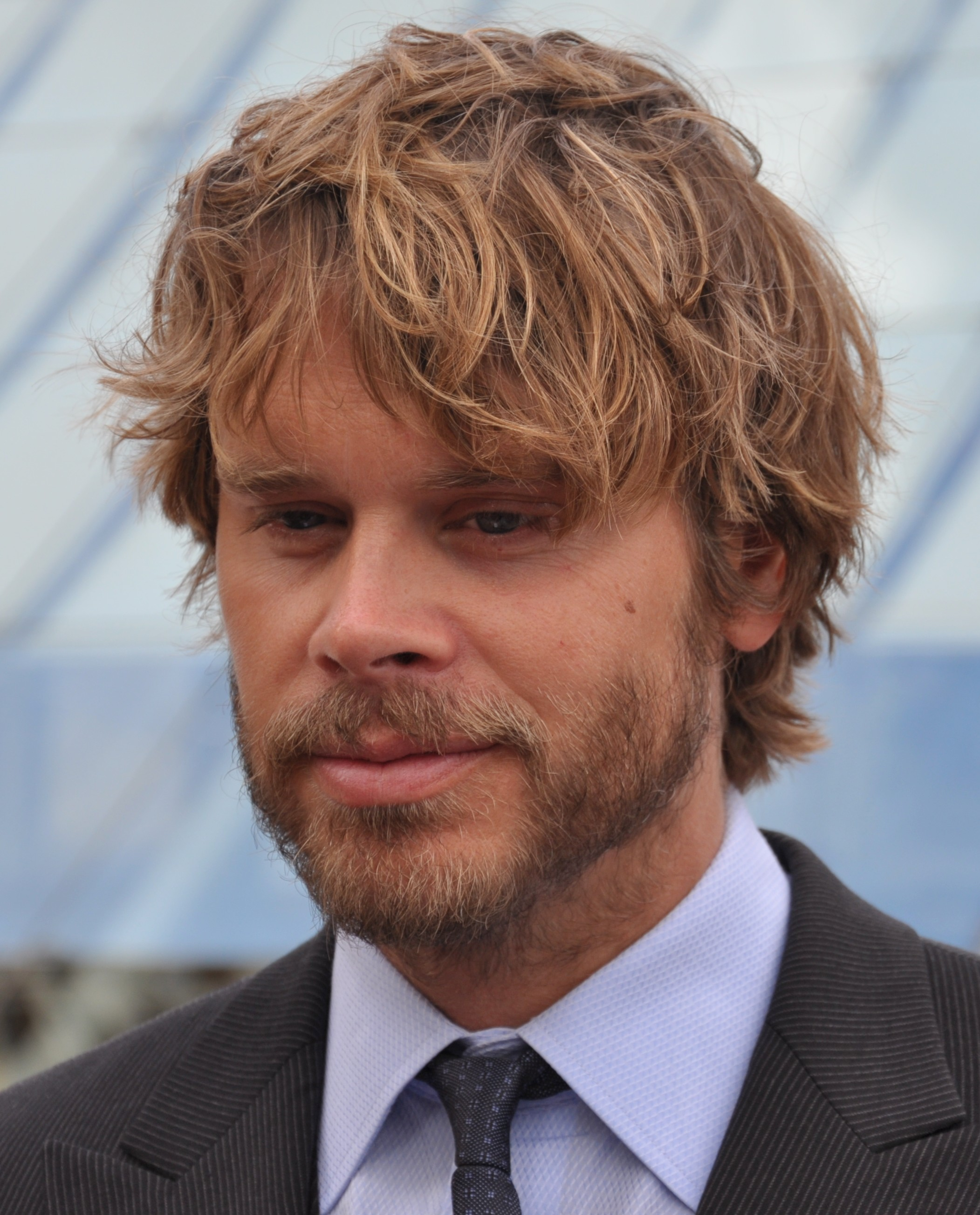
艾瑞克·克里斯蒂安·奧森，美國男演員
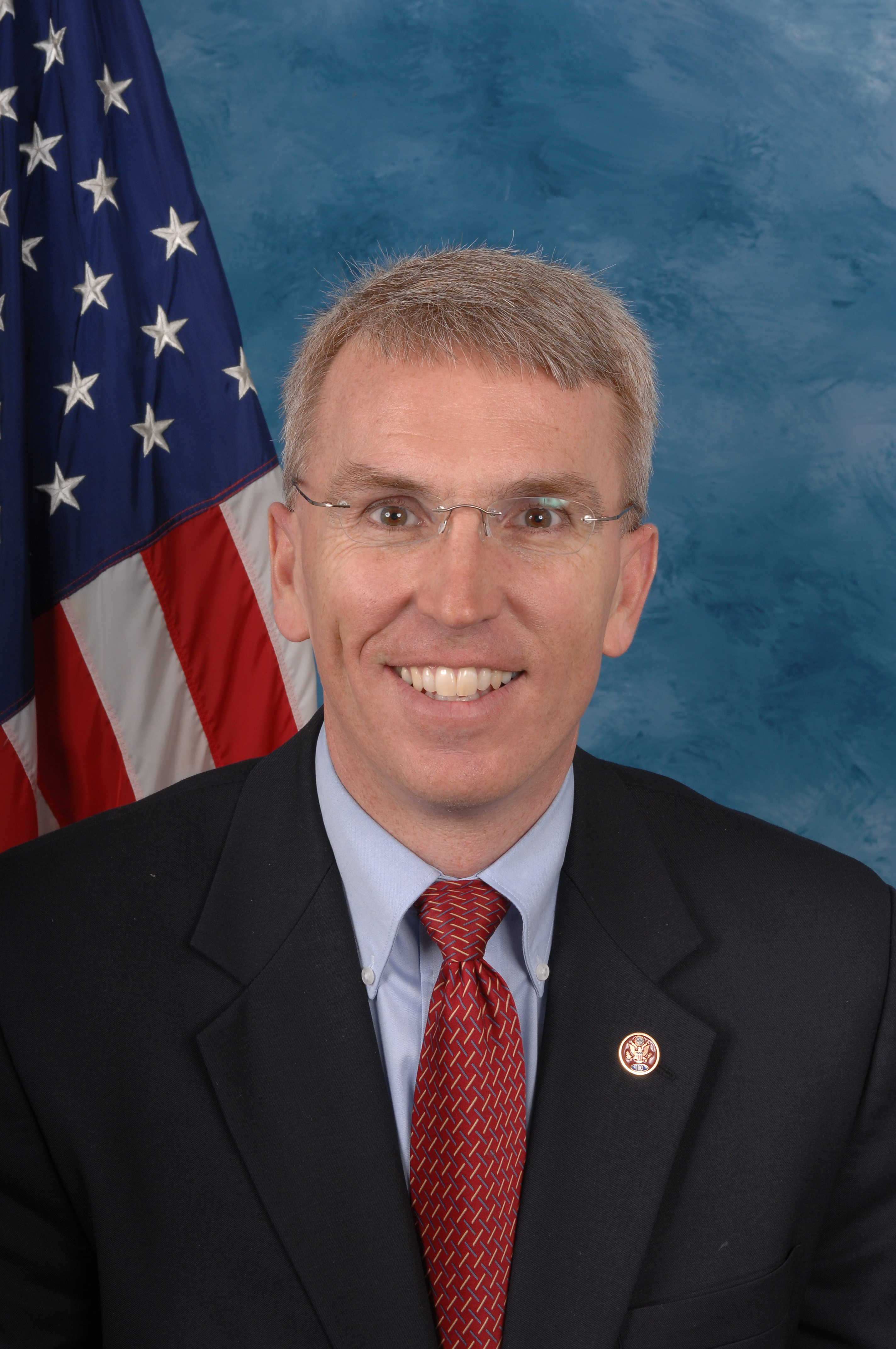
托德·羅素普·拉茨（Todd Russell Platts），美國律師、美國共和黨政治家
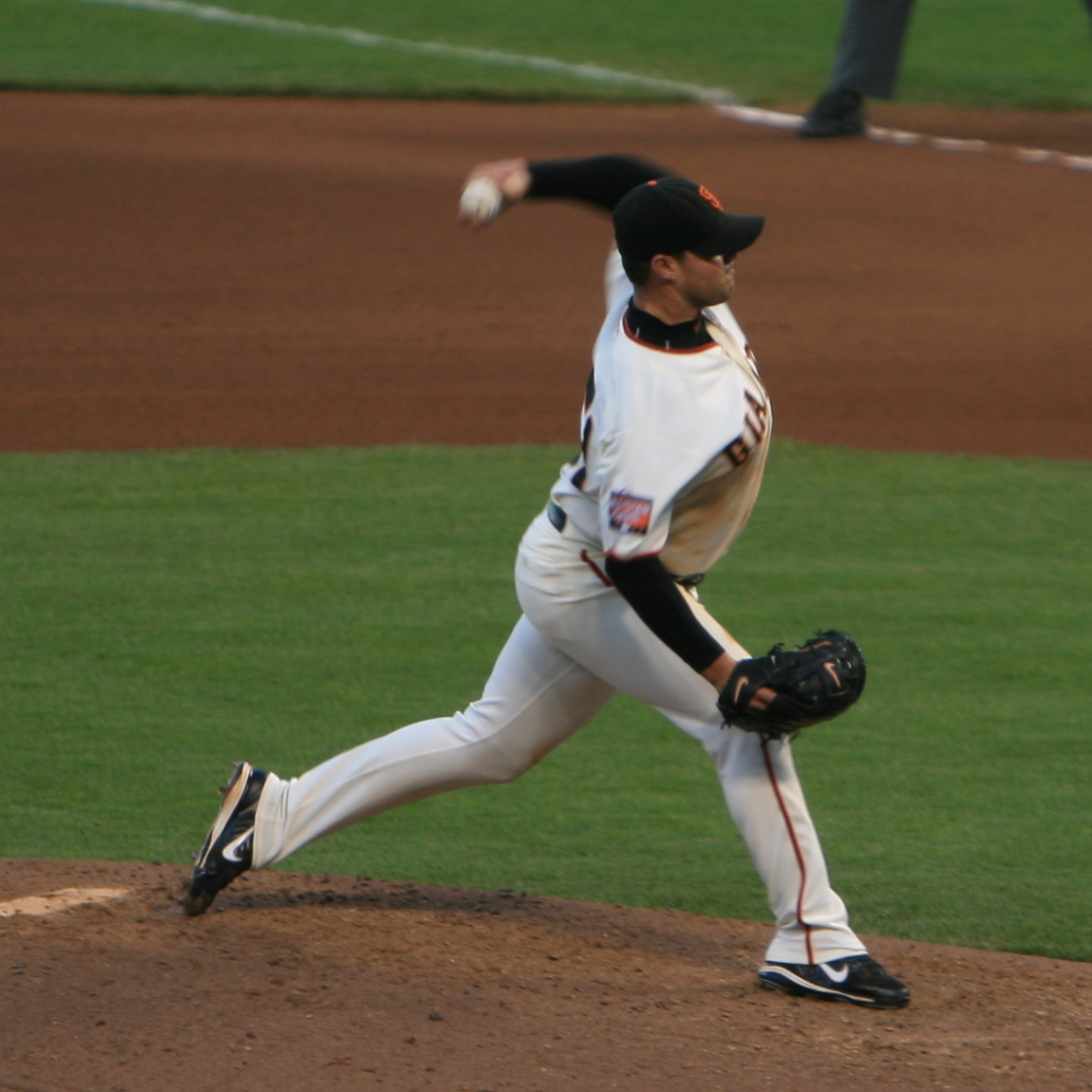
諾亞·路尼（Noah Lowry），前專業棒球投手
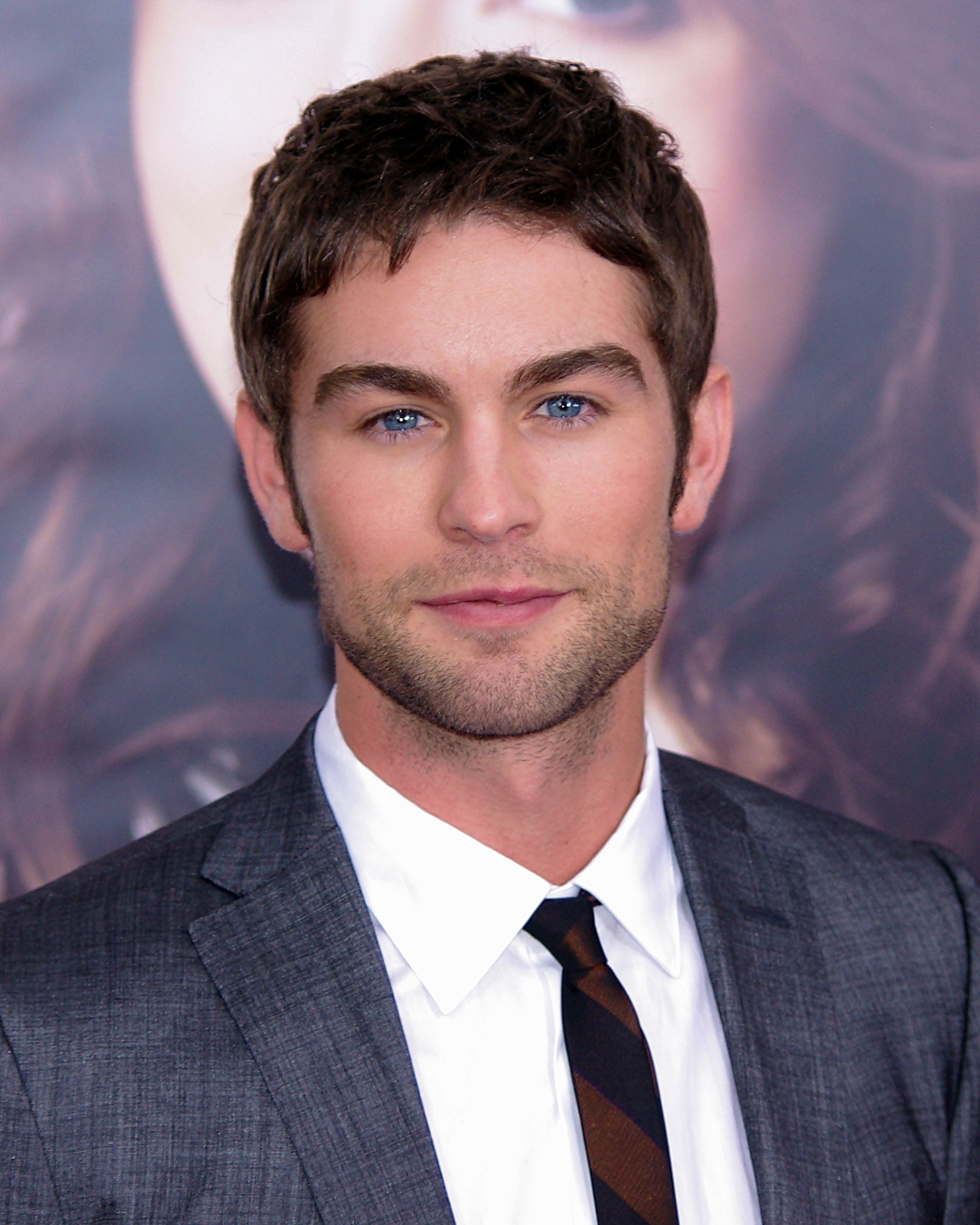
柴斯·克勞福，美國男演員

## 於流行文化
- 電視節目《Battle of the Network Stars（英语：Battle of the Network Stars）》[46]和《Zoey 101（英语：Zoey 101）》[47]曾在佩珀代因大學校園拍攝。

## 外部連結
- 官方网站
- 佩珀代因大學體育運動網站 （页面存档备份，存于）